# هوموساسا اسپرینگ (فلوریدا)
هوموساسا اسپرینگ (به انگلیسی: Homosassa Springs) یک منطقهٔ مسکونی در ایالات متحده آمریکا است که در شهرستان سیتروس، فلوریدا واقع شده‌است. هوموساسا اسپرینگ ۶۵٫۱۴ کیلومتر مربع مساحت و ۱۳٬۷۹۱ نفر جمعیت دارد و ۲ متر بالاتر از سطح دریا قرار دارد.